# Utetes anaximenis
Utetes anaximenis är en stekelart som först beskrevs av Fischer 1970.  Utetes anaximenis ingår i släktet Utetes och familjen bracksteklar. Inga underarter finns listade i Catalogue of Life.